# 経済界 (出版社)
株式会社経済界（けいざいかい、英: KEIZAIKAI CO.,LTD.）は、東京都港区に本社を置く日本の出版社。『財界』などと並ぶ老舗経営者向け雑誌『経済界』の出版元であり、また歴史ある異業種交流会『経済界倶楽部』の運営企業でもある。

## 概要
リコー社長・市村清の私設秘書をしていた佐藤正忠（さとう せいちゅう、1928年 - 2013年8月17日）が、1964年に前身のフェイス出版を設立。月2回発行の雑誌『経済界』の他、経営者の心構えなどを説く各種ビジネス書を出版する。
佐藤は1979年、ゴルフ中に脳卒中で倒れるが、のち第一線に復帰し主幹として活躍した。南青山に本社支局があった。2001年10月に佐藤は社長を退任し社主となり、後任の社長には佐藤の長女・佐藤有美が就任。
また佐藤は2005年、内閣官房副長官・安倍晋三をグッドウィル・グループ会長・折口雅博（役職はいずれも当時）に引き合わせ、コムスン社内報でのインタビューを実現させた。

## 事業
- 雑誌『経済界』、書籍『経済界出版』の発行
- 異業種交流会「経済界倶楽部」の運営

### 雑誌
- 『経済界』- 月2回発行。
雑誌『経済界』は『週刊東洋経済』などのビジネス雑誌とは一線を画し、経営者のインタビュー中心の記事構成を取る。

過去の雑誌
- 『ペルパト』- ウォーキング専門月刊誌
  - 創刊時には初代女性編集長がTBSテレビ『おはようクジラ』に出演、東京新聞などマスコミ各社の取材を受けた。
  - 1998年5月に『蘇る!』へ合併し休刊。『蘇る!』の休刊後は「日本ペルパト会[3]」事務局長に経済界社の役員井田卓男が就任し、同会が独自に活動レポートを発行。
- 『蘇る!』- 中高年向け生活情報誌。2001年11月に休刊。

### 主な出版物
- 新書『経済界新書』- 2011年より刊行。

過去の新書
- 『リュウブックス・アステ新書』- 2010年まで刊行。
  - 『社長、それは幹部の仕事です―社長と幹部の役割分担マニュアル（部奈壮一、2006年、ISBN 978-4766710229）

過去に船井幸雄の著書が同社最大のヒットを放った。

### 映画製作
- 『福沢諭吉』- 1991年、東映配給

## 経済界大賞

### 歴代受賞者
大企業の経営者はもちろんのこと、財界団体の歴代代表者が複数人受賞している。2021年度は内閣総理大臣を務めた人物が初めて受賞した。
| 回     | 年度     | 受賞者                                                |
| ------ | -------- | ----------------------------------------------------- |
| 第1回  | 1976年度 | 永野重雄（日本商工会議所会頭）                        |
| 第2回  | 1977年度 | 高橋亀吉（経済評論家）                                |
| 第3回  | 1978年度 | 石田退三（トヨタ自動車工業相談役）                    |
| 第4回  | 1979年度 | 松下幸之助（松下電器産業相談役）                      |
| 第5回  | 1980年度 | 江戸英雄（三井不動産会長）                            |
| 第6回  | 1981年度 | 中内㓛（ダイエー社長）                                |
| 第7回  | 1982年度 | 小林宏治（日本電気会長）                              |
| 第8回  | 1983年度 | 本田宗一郎（本田技研工業最高顧問）                    |
| 第9回  | 1984年度 | 豊田英二（トヨタ自動車会長）                          |
| 第10回 | 1985年度 | 田淵節也（野村証券社長）                              |
| 第11回 | 1986年度 | 真藤恒（日本電信電話社長）                            |
| 第12回 | 1987年度 | 五島昇（東急グループ総帥）                            |
| 第13回 | 1988年度 | 米倉功（伊藤忠商事社長）                              |
| 第14回 | 1989年度 | 盛田昭夫（ソニー会長）/ 大賀典雄（ソニー社長）        |
| 第15回 | 1990年度 | 久米豊（日産自動車社長）                              |
| 第16回 | 1991年度 | 鈴木永二（日本経営者団体連盟会長）                    |
| 第17回 | 1992年度 | 稲盛和夫（京セラ会長）                                |
| 第18回 | 1993年度 | 豊田章一郎（トヨタ自動車会長）                        |
| 第19回 | 1994年度 | 鈴木敏文（セブン - イレブン・ジャパン会長）           |
| 第20回 | 1995年度 | 関本忠弘（NEC会長）                                   |
| 第21回 | 1996年度 | 樋口廣太郎（アサヒビール会長）                        |
| 第22回 | 1997年度 | 牛尾治朗（ウシオ電機会長・経済同友会代表幹事）        |
| 第23回 | 1998年度 | 大賀典雄（ソニー会長、2回目）、出井伸之（ソニー社長） |
| 第24回 | 1999年度 | 小林陽太郎（富士ゼロックス会長）                      |
| 第25回 | 2000年度 | 飯田亮（セコム最高顧問）                              |
| 第26回 | 2001年度 | 大星公二（NTTドコモ会長）                             |
| 第27回 | 2002年度 | 石原慎太郎（東京都知事）                              |
| 第28回 | 2003年度 | 宮内義彦（オリックス会長）                            |
| 第29回 | 2004年度 | カルロス・ゴーン（日産自動車社長）                    |
| 第30回 | 2005年度 | 中村邦夫（松下電器産業社長）                          |
| 第31回 | 2006年度 | 孫正義（ソフトバンク社長）                            |
| 第32回 | 2007年度 | 山口信夫（日本商工会議所会頭）                        |
| 第33回 | 2008年度 | 茂木友三郎（キッコーマン会長）                        |
| 第34回 | 2009年度 | 浅利慶太（劇団四季代表）                              |
| 第35回 | 2010年度 | 桜井正光（経済同友会代表幹事・リコー会長）            |
| 第36回 | 2011年度 | 佐治信忠（サントリーホールディングス社長）            |
| 第37回 | 2012年度 | 岩沙弘道（三井不動産会長）                            |
| 第38回 | 2013年度 | 稲盛和夫（日本航空名誉会長、2回目）                   |
| 第39回 | 2014年度 | 孫正義（ソフトバンク社長、2回目）                     |
| 第40回 | 2015年度 | 三木谷浩史（新経済連盟代表理事）                      |
| 第41回 | 2016年度 | 澤田秀雄（エイチ・アイ・エス代表取締役会長）          |
| 第42回 | 2017年度 | 片野坂真哉（ANAホールディングス社長）                 |
| 第43回 | 2018年度 | 榊原 定征（日本経済団体連合会会長）                   |
| 第44回 | 2019年度 | 北尾 吉孝（SBIホールディングス社長）                  |
| 第45回 | 2020年度 | 新浪剛史（サントリーホールディングス社長）            |
| 第46回 | 2021年度 | 安倍晋三（元内閣総理大臣）                            |
| 第47回 | 2022年度 | 魚谷雅彦（資生堂会長）                                |
| 第48回 | 2023年度 | 辻慎吾（森ビル社長）                                  |

### その他の賞の歴代受賞者
フラワー賞
- 石井幹子
- 野中ともよ
- 作家 内舘牧子
- ザ・アール社長 奥谷禮子
- ジェーシー・フーズ社長 大河原愛子
- 女優 吉永小百合

敢闘賞
- NTT移動通信網社長 大星公二
- いすゞ自動車社長 関和平
- 西日本旅客鉄道社長 井手正敬
- 資生堂会長 福原義春
- アサヒビール社長 瀬戸雄三
- 伊勢丹社長 小柴和正
- 日本マクドナルド 社長 藤田田
- メルシャン社長 鈴木忠雄
- スカイマークエアラインズ 会長 澤田秀雄
- 三井不動産会長 田中順一郎
- 全日本空輸会長 大橋洋治
- シャープ社長 町田勝彦
- いすゞ自動車社長 井田義則
- TDK会長 澤部肇
- 東レ社長 榊原定征
- ニトリ社長 似鳥昭雄
- 富士通会長 秋草直之
- リンナイ会長 内藤明人
- 日本シャッター・ドア協会会長 岩部金吾
- 商船三井社長 芦田昭充
- エルピーダメモリ社長 坂本幸雄
- 日本SGI社長 和泉法夫
- ファンケル名誉会長 池森賢二
- 小田急電鉄社長 大須賀賴彦
- 東映社長 岡田裕介
- オリエンタルランド社長 福島祥郎
- ジーシー社長 中尾眞
- アルフレッサ ホールディングス会長 渡邉新
- 王将フードサービス社長 大東隆行
- 日本M&Aセンター会長 分林保弘

青年経営者賞
- カルチュア・コンビニエンス・クラブ会長、ディレク・ティービー・ジャパン社長 増田宗昭
- エイチ・アイ・エス社長 澤田秀雄
- マイクロソフト社長 成毛真
- 日本バルカー工業 社長 瀧澤利一
- 日本駐車場開発社長 巽一久
- サイバーエージェント社長　藤田晋

中堅企業賞
- オリエンタルランド社長 加賀見俊夫
- 宝酒造社長 大宮久
- アドバンテスト社長 大浦溥
- 日本電産 社長 永守重信

異色企業賞
- 野村企業情報社長 後藤光男
- エムケイグループ オーナー 青木定雄

特別賞
- 建築家 安藤忠雄
- 横浜市長 高秀秀信
- 住宅金融債権管理機構 社長 中坊公平
- 日本理化学工業会長 大山泰弘
- 三菱ケミカルホールディングス会長 小林喜光
- アース製薬会長 大塚達也
- GMOインターネット会長兼社長 熊谷正寿
- サッカー日本代表監督 森保一

社会貢献賞
- 朝日生命保険会長 若原泰之
- 矢崎総業 会長兼社長 矢崎裕彦
- パソナグループ 南部靖之
- 観光庁長官 溝畑宏
- 日本物流団体連合会会長 伊藤直彦
- レンゴー社長 大坪清
- 千房社長 中井貫二
- READYFOR CEO 米良はるか

ベンチャー経営者賞
- MCJ会長 高島勇二
- サマンサタバサジャパンリミテッド社長 寺田和正
- ディー・エヌ・エー社長 南場智子
- グリー社長 田中良和
- ジェイアイエヌ社長 田中仁
- スタートトゥデイ社長 前澤友作
- リブセンス社長 村上太一
- ディップ社長 冨田英揮
- アンビスホールディングスCEO 柴原慶一

### 経済界大賞の歴代司会者
- 永井美奈子 - 元日本テレビアナウンサー

## 出身者
- 河野實
- 須田慎一郎